# Tetra měděná
Tetra měděná (Hasemania nana) je drobná sladkovodní paprskoploutvá ryba z čeledi tetrovití (Characidae), tvarem podobná tetře žhavé (Hemigrammus erythrozonus).

## Popis
Tělo této ryby je protáhlé, mírně ze stran zploštělé. Zbarvení je žlutavě olivové, boky opalizující stříbřitě, často slabě modře. Břicho je bílé, skřele u samečků stříbřitě lesklé. Šupinky jsou tmavě vroubené. Ve výši prsních ploutví začíná zlatavě třpytivý podélný pruh, který se táhne až ke kořeni ocasu, do úrovně končící řitní ploutve. Měděně zbarvený kořen ocasu je rozdělen tmavým černým pruhem, začínajícím na úrovni řitní ploutve, na dvě části a rozšiřuje se vějířovitě směrem k okrajům ocasní ploutve. Hřbetní, řitní a ocasní ploutve jsou hnědě skořicově zbarvené a jsou s bílými špičkami, tuková je téměř čirá. Prsní ploutve jsou žlutobílé. Duhovka oka je stříbřitá. Dorůstá délky až 5 cm.
- Samička je menší a plnější v bříšku a je bledšího zbarvení
- Sameček je štíhlejší a výrazněji skořicově hnědě až zlatově zbarvený, barevně kontrastnější než samičky. Někteří samečci mohou prohánět pomalejší ryby, nejsou však agresivní.

## Rozšíření
Pochází z Jižní Ameriky a přirozenými lokalitami výskytu jsou oblasti jihovýchodní Brazílie a to povodí řeky Río das Velhas a jezero Lagoa Santa ve státě Minas Gerais a v řeka Rio São Francisco.

## Chov
- Kyselost: doporučená pH 5,5 - 6,5
- Tvrdost: doporučená 3 - 15° dGH
- Teplota: 22–24 °C

Klidná, mírumilovná, hejnová rybka vyžadující volný prostor k plavání a skrýše. Občas lekavá a citlivá na otřesy. Chování rybek souvisí s jejich počtem. Ve velkém hejnu lépe vynikne jejich barva. K chovu se je možno použít i malou nádrž už o objemu 30–40 l. Při chovu většího počtu ryb se doporučuje nádrž střední velikosti, vždy hustě osázená. Voda normální – rybka je nenáročná na vodu, nutno však akvárium udržovat v čistotě. Jako většina tetrovitých je to nenáročná společenská rybka vhodná do společnosti podobných tetrovitých ryb. Zdržuje se převážně ve střední a dolní část nádrže. Přijímá jakoukoliv potravu. Jako většina tetrovitých je všežravec - potravou jsou nitěnky, roupice, pakomáří larvy a tzv. patentky, koretry (perloočky, dafnie, buchanky, a to živé nebo i mražené, apod.) a suché vločkové krmivo. Krmit je lépe méně, ale častěji, potrava by měla být pestrá. Občasnou součástí by mělo být i rostlinné krmivo. Dožívá se až 3 roků

## Rozmnožování
Pro odchov volíme menší až střední velikosti. Voda normální, odstátá, s teplotou 26 - 28 °C s jemnolistými rostliny. Ke tření dochází i večer při umělém osvětlení. Jikry jsou hnědavé a lepkavé. Samička klade jikry do jemnolistých rostlin. Na dno vytíračky se doporučuje vytírací rošt chránící spadené jikry. Rybky ihned požírají svoje jikry, proto chovný pár po vytření neprodleně odlovíme. Z jednoho tření je možno získat až 200 jiker. Potěr se líhne za 24 hodin. Poté leží na dně nebo listech rostlin a do 3 dnů tráví vaječný žloutek. Po rozplavání začíná přijímat jemnou živou potravu (krmí se mikrami a jednobuněčnými živočichy, např. trepkami) apod. Potěr je v prvních týdnech poněkud choulostivý na přelovování, proto se doporučuje častá, ale jen částečná výměna vody. Podmínkou úspěšného odchovu u veškerého potěru je úzkostlivá čistota v chovné nádrži. K doplňování vody je lépe použít vodu z chovného akvária, nebo starou odstátou a převařenou, nikdy ne čerstvou vodovodní.